# Thylamyini
Thylamyini – plemię ssaków z podrodziny dydelfów (Didelphinae) w obrębie rodziny dydelfowatych (Didelphidae).

## Zasięg występowania
Plemię obejmuje gatunki występujące w Ameryce Środkowej i Południowej.

## Podział systematyczny
Do plemienia należą następujące rodzaje:
- Chacodelphys Voss, A.L. Gardner & Jansa, 2004 – mikrooposik – jedynym przedstawicielem jest Chacodelphys formosa (Shamel, 1930) – mikrooposik argentyński
- Cryptonanus Voss, Lunde & Jansa, 2005 – skrytek
- Gracilinanus A.L. Gardner & Creighton, 1989 – oposik
- Lestodelphys Tate, 1934 – opośnik – jedynym żyjącym współcześnie przedstawicielem jest Lestodelphys halli (O. Thomas, 1921) – opośnik patagoński
- Thylamys J.E. Gray, 1843 – tłustogonek
- Marmosops Matschie, 1916 – oposulek